# Grankulla kyrkliga samfällighet
Grankulla kyrkliga samfällighet (finska: Kauniaisten seurakuntayhtymä) är en lokal förvaltningsenhet inom Evangelisk-lutherska kyrkan i Finland. Till samfälligheten hör Grankulla svenska församling och Grankulla finska församling (Kauniaisten suomalainen seurakunta).
Grankulla kyrkliga samfällighet tillhör Esbo stift och samfälligheten har hand om bland annat begravningsväsendet, ekonomitjänster, fastigheter och de gemensamma tjänster. Grankulla svenska församling tillhör Borgå stift och Grankulla finska församling tillhör Esbo stift.

## Lokaler
Listan över Grankulla kyrkliga samfällighets lokaler:
- Grankulla kyrka
- Sebastos
- Församlingskansliet